# Pavlovice u Přerova
Pavlovice u Přerova är en ort i Tjeckien.   Den ligger i regionen Olomouc, i den östra delen av landet, 240 km öster om huvudstaden Prag. Pavlovice u Přerova ligger 273 meter över havet och antalet invånare är 790.
Terrängen runt Pavlovice u Přerova är huvudsakligen platt, men åt nordost är den kuperad. Runt Pavlovice u Přerova är det ganska tätbefolkat, med 72 invånare per kvadratkilometer. Närmaste större samhälle är Přerov, 7,2 km väster om Pavlovice u Přerova. Trakten runt Pavlovice u Přerova består till största delen av jordbruksmark.